# Centre (contea di Berks)
Centre  è una township degli Stati Uniti d'America, nella contea di Berks nello Stato della Pennsylvania. Secondo il censimento del 2000 la popolazione è di 3.631 abitanti.

## Società

### Evoluzione demografica
La composizione etnica vede una maggioranza della razza bianca (97,96%), seguita da quella afroamericana (0,61%) dati del 2000.
| township di Centre Popolazione |       |
| 2000                           | 3.631 |
| Stima al 2009                  | 4.140 |